# Franz Roos
Franz Roos (* 27. Januar 1917 in Bruchhof; † Februar 1983) war ein deutscher Politiker (SPD).

## Leben
Nach dem Besuch der Volksschule absolvierte Roos eine Dreherlehre bei der Klein, Schanzlin & Becker AG (KSB) in Homburg, wo er in der Folgezeit arbeitete. Er leistete ab 1938 Wehrdienst und nahm anschließend bis 1945 als Soldat am Zweiten Weltkrieg teil. Nach dem Kriegsende arbeitete er wieder als Dreher bei der KSB, bei der er zum Arbeitsvorbereiter aufstieg.
Roos war seit 1946 Mitglied der Sozialdemokratischen Partei des Saarlandes (SPS) und beteiligte sich 1952 im pfälzischen Vogelbach an der Gründung der im Saarland nicht zugelassenen Deutschen Sozialdemokratischen Partei (DSP). Nachdem sich die DSP 1956 mit der SPS zum Landesverband SPD Saar zusammengeschlossen hatte, wurde er zum Vorsitzenden des SPD-Kreisverbandes Homburg gewählt.
Bei der Landtagswahl im Juni 1965 wurde Roos im Wahlkreis Neunkirchen als Abgeordneter in den Landtag des Saarlandes gewählt, dem er bis 1970 angehörte.

## Ehrungen
Roos wurde am 25. April 1977 mit dem Saarländischen Verdienstorden ausgezeichnet.